# BUNCH
BUNCH és l'acrònim de les cinc empreses d'informàtica que competien amb l'empresa IBM durant la dècada del 1970. Aquestes empreses eren: Burroughs, Univac, NCR, Control Data i Honeywell.
Cal tenir en compte que en els anys 60-70 no existía el concepte de PC. En aquells temps els computadors únicament estaven a l'abast de les grans corporacions i el seu cost, que voltava els centenars de milers de dòlars, no en facilitava l'accés a les petites i mitjanes empreses.
En aquest context, les empreses que els produïen havien de disposar d'una gran quantitat de capital que no era fàcilment amortitzable a causa de la poca clientela potencial existent. En un principi el mercat estava dividit en IBM més set grans empreses conegudes com a "Snow White and the Seven Dwarfs (Blancaneus i els set nans)", que eren Burroughs, UNIVAC, NCR, Control Data, Honeywell, RCA i General Electric. Tot i això els "nans" van canviar a principis de la dècada dels setanta a causa de la venda de General Electric el 1970 a Honeywell i de RCA el 1971 a Univac. Van passar a cinc i se'ls va batejar amb l'acrònim de BUNCH, que vol dir "la resta".
Del BUNCH en l'actualitat en queda ven poca cosa a causa de les nombroses crisis i moviments de mercat que han sofert les empreses informàtiques. El 1986 Burroughs va adquirir l'empresa matriu de UNIVAC i va esdevenir Unisys. NCR va ser adquirida per AT&T el 1991. L'any 1997 va esdevenir un altre cop una empresa independent i un any més tard va deixar de produir ordinadors definitivament. Control Data és ara Syntegra, una companyia subsidiària del grup BT Telecom. I finalment, Honeywell després de diversificar el seu negoci (ara és una de les majors productores d'armes del món) va vendre la divisió d'informàtica a la companyia francesa Bull.
BUNCH és únicament una apel·lació comuna per referir-se als competidors d'IBM que junts tenien una quota de mercat inferior a IBM tot sol. Durant la dècada dels 80, la crisi del mercat informàtic va comportar nombroses fusions i adquisicions que van representar la desaparició de totes o gairebé totes elles. Cal tenir en compte que aquest conjunt d'empreses no tenien una relació legal oficial. No eren una fusió ni tan sols una cooperació, simplement eren la resta d'empreses que quedaven a l'ombra d'IBM.